# 雷城 (越後国)
雷城(いかずちじょう)は、新潟県五泉市雷山にあった日本の城（山城）。築城時期・築城主体ともに不明。
戦国時代には越後と会津蘆名氏との境目の城として重視された。
上杉謙信の関東出陣時や御館の乱時には会津蘆名氏の攻撃対象になった。
特に天正6年の御館の乱では景虎方、蘆名家家臣、小田切氏の攻撃を受け落城寸前まで追いつめられるも、景勝方の救援で落城を免れる。
平等寺薬師堂の板壁に蘆名方、が書き残した落書きには「敵を実城まで追いつめたところえ、あちこちから景勝方が救援に駆けつけ、三十余人を打ち取ったものの、味方も五十余人が打たれ敗北した」とこの時の様子が書き残されている。
天正17年(1589年)、蘆名氏が伊達氏に滅ぼされると、その役割を終え廃城となった。